# Hiietse
Hiietse – wieś w Estonii, prowincji Rapla, w gminie Märjamaa.